# Jack Minker
Jack Minker (4. července 1927 Brooklyn – 9. dubna 2021) byl americký vědec v oblasti umělé inteligence, deduktivní databáze, logického uvažování a nelineárního uvažování. Je mezinárodně uznávaným lídrem v oblasti lidských práv počítačových vědců a emeritním profesorem na Marylandské univerzitě v College Parku na oddělení Počítačových věd.

## Životopis
Narodil se 4. července 1927 v Brooklynu v New Yorku. V Brooklyn College v roce 1949 získal titul Bachelor of Arts, v roce 1950 na univerzitě ve Wisconsinu pak titul Master of Arts a v roce 1959 na Pensylvánské univerzitě titul doktora filozofie. Svou kariéru zahájil v roce 1951, když začal pracovat pro Bell Aircraft Corporation, RCA a Auerbach Corporation. Na Marylandskou univerzitu v College Parku nastoupil v roce 1967. Od roku 1971 zde pracoval jako profesor počítačových věd a od roku 1974 se stal prvním předsedou. Emeritním profesorem je od roku 1998.
Je jedním ze zakladatelů v oblasti deduktivních databází a disjunktivního logického programování. Dělal důležité příspěvky k sémantické optimalizaci dotazu a ke kooperativní a informativní odpovědi pro deduktivní databáze. Vyvinul teoretický základ pro disjunktivní databázi a výběrovou logiku programů.
Vydal více než 150 recenzovaných publikací a editoval nebo co-editoval pět knih o deduktivní databázi, logickém programování a použití logiky v umělé inteligenci. Je zakládajícím šéfredaktorem časopisu Teorie a Praxe Logické Programování.